# San Cono (Rometta)
San Cono is een plaats (frazione) in de Italiaanse gemeente Rometta. De plaats telt ongeveer 600 inwoners.

## Galerie

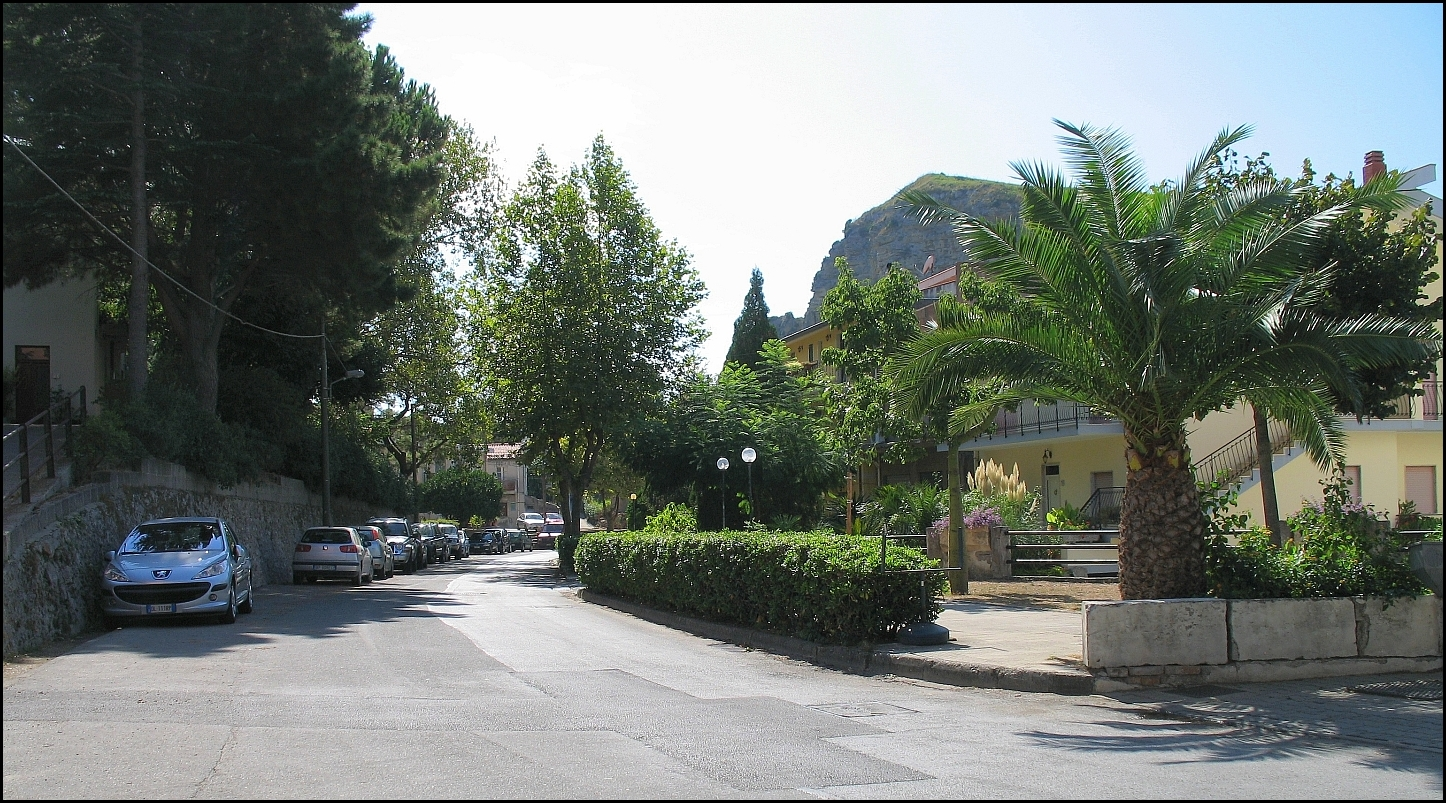
Un tratto della via principale
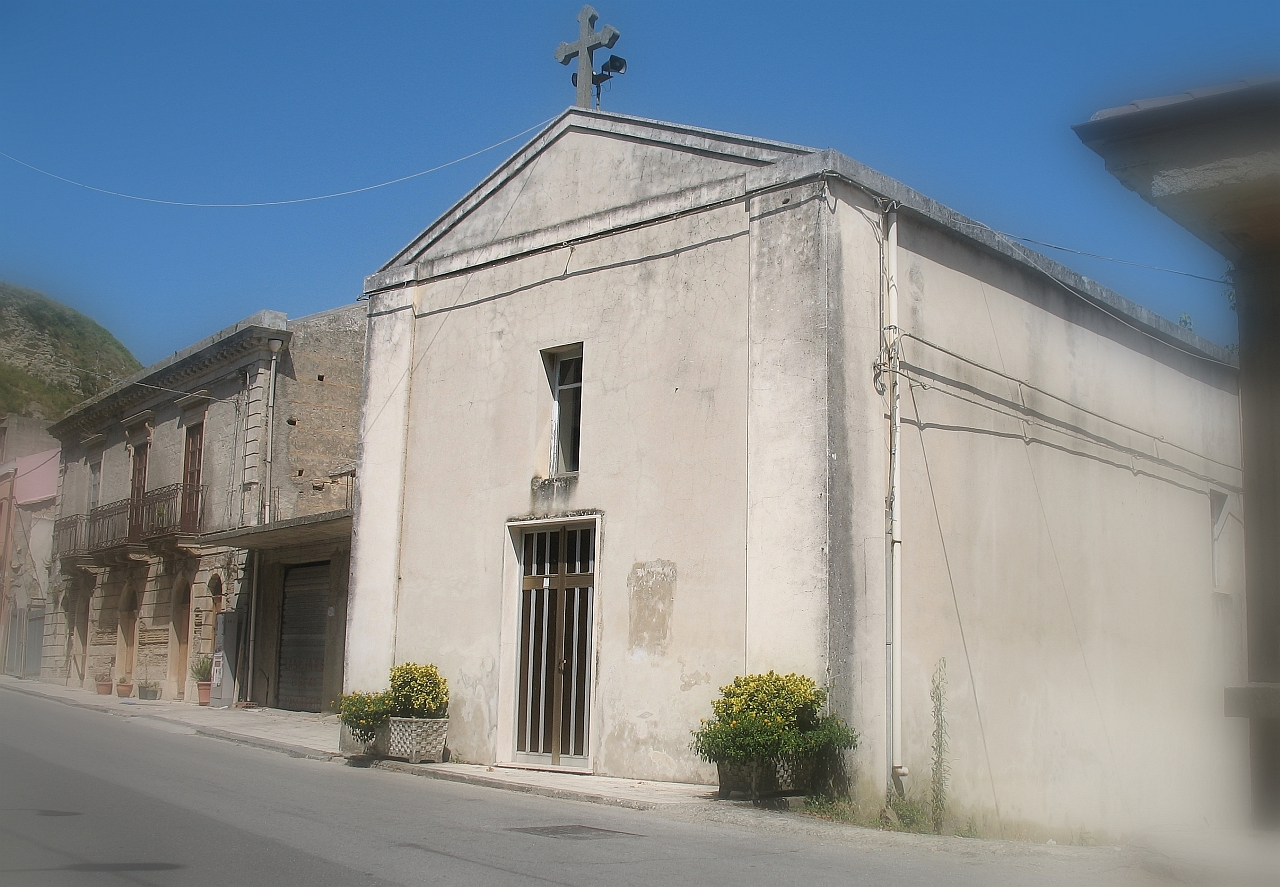
S Anna Kerk
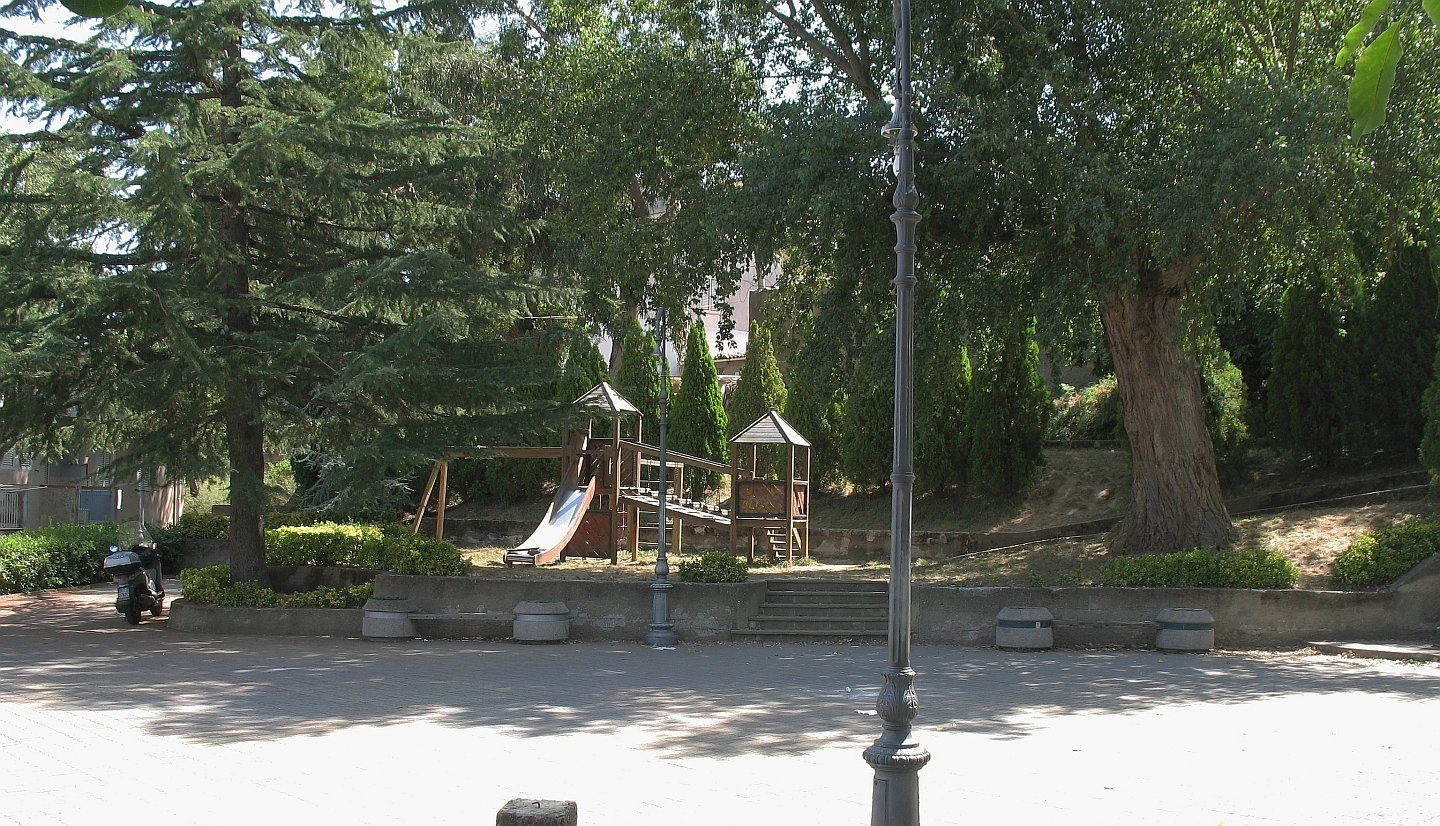